# Integrated Woz Machine

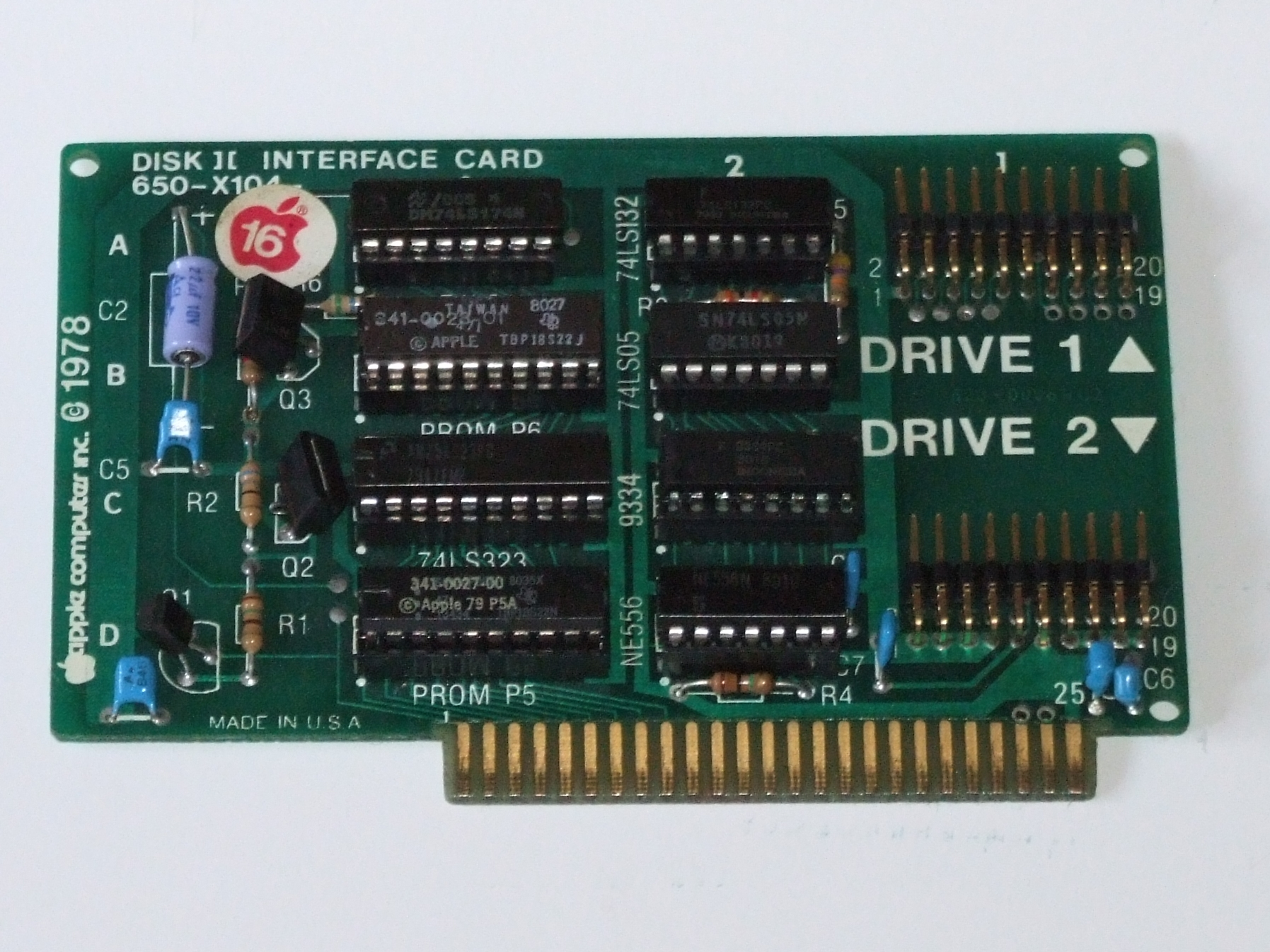
Implementació TTL de la Integrated Woz Machine

La Integrated Wozniak Machine (o IWM per abreujar) és una versió d'un sol xip del controlador de disquets d'Apple II. També es va emprar en ordinadors Macintosh.

## Història
Quan estava desenvolupant la disquetera per a l'Apple II, el cofundador d'Apple Inc., Steve Wozniak, va considerar que els models existents disponibles al mercat eren massa complicats, cars i ineficients. En lloc d'utilitzar les unitats de disquet completes d'Alan Shugart, Wozniak va decidir utilitzar només la mecànica dels Shugart, i desenvolupar la seva pròpia electrònica tant per a la unitat i com per al controlador.
Wozniak va presentar amb èxit un prototip de disquetera amb un nombre molt reduït de components electrònics. En lloc d'emmagatzemar 8–10 sectors per pista (cadascun amb 256 bytes de dades) en un disquet de 5,25 polzades - quelcom estàndard en aquell moment, Wozniak va utilitzar l'enregistrament codificat per grups (GCR) i amb una codificació de 5 sobre 3 va aconseguir comprimir fins a 13 sectors en cada pista utilitzant la mateixa mecànica i el mateix suport d'emmagatzematge. En una revisió posterior, aquest nombre es va ampliar fins a 16 sectors per pista amb codificació de 6 sobre 2.
Al principi, el controlador de la unitat de disquet es construïa amb uns quants circuits integrats i una PROM. Per fer front a la demanda creixent, l'enginyer d'Apple Wendell Sander, va posar tots aquests components en un sol xip: l'IWM.

## Aplicació i actualitzacions
L'IWM és essencialment un controlador de floppy en un sol xip. Va ser emprat a l'Apple IIgs i tots els models de Mac fins al Macintosh II. Posteriorment, es va introduir una versió ampliada, coneguda com a SWIM (Sander-Wozniak Integrated Machine). Aquesta nova versió afegia la capacitat de llegir i escriure disquets de format FM (i formatats pel PC). En els models Mac posteriors, es van afegir al SWIM, més i més components perifèrics, fins que Apple va eliminar finalment les unitats de disquet dels Mac. La funció de controlador de disquet encara es va quedar a la chipset durant un temps, tot i que la disposició de les unitats de disquet per als Mac ja havia cessat. Per exemple, els primers iMacs encara tenien un connector de disquet a la placa base, cosa que permetia adaptar-hi una unitat de disc per entusiastes amb prous coneixements.